# Gianni Meersman
Gianni Meersman (Tielt, Flandes Occidental, 5 de desembre de 1985) és un ciclista belga, professional des del 2007 fins a la fi del 2016, quan una arrítmia l'obligà a retirar-se.
Amb un bon palmarès com a amateur, el 2007 va passar a professionals de la mà de l'equip Discovery Channel, on aconseguí les seves primeres victòries com a professional a la Volta a Geòrgia i la Volta a Àustria. El 2008 fitxà pel FDJ, on continuà assolint bons resultats. Amb tot, el 2009 començà a patir dolors a l'esquena i les cames que l'obligaren a passar per la sala d'operacions i interrompre la temporada.
Els seus principals èxits esportius són dues victòries d'etapa a la Volta a Espanya del 2016 i una victòria d'etapa a la París-Niça del 2012 i a la Volta a Catalunya del 2013.
A finals del 2016 fitxà pel Fortuneo-Vital Concept, però uns resultats anòmals en una exploració cardíaca portaren a la detecció d'una arrítmia que l'obligà a retirar-se.
És fill del també ciclista Luc Meersman.

## Palmarès
- 2004
  - 1r al Circuit de Valònia
- 2005
  - 1r al Tour de Namur i vencedor de 3 etapes
  - Vencedor d'una etapa de la Ronda de l'Isard d'Arieja
- 2006
  - Vencedor d'una etapa del Tour de Namur
  - Vencedor d'una etapa de la Ronda de l'Oise
- 2007
  - Vencedor d'una etapa de la Volta a Geòrgia
  - Vencedor d'una etapa de la Volta a Àustria
- 2008
  - Vencedor d'una etapa del Tour de Valònia
- 2011
  - 1r al Circuit de les Ardenes i vencedor d'una etapa
- 2012
  - Vencedor d'una etapa de la París-Niça
  - Vencedor d'una etapa de la Volta a l'Algarve
- 2013
  - Vencedor de 2 etapes a la Volta a Catalunya
  - Vencedor de 2 etapes al Tour de Romandia
  - Vencedor d'una etapa del Tour de l'Ain
- 2014
  - 1r al Tour de Valònia i vencedor d'una etapa
  - 1r al Trofeu Platja de Muro de la Challenge de Mallorca
  - Vencedor de 2 etapes al Tour de l'Ain

- 2015

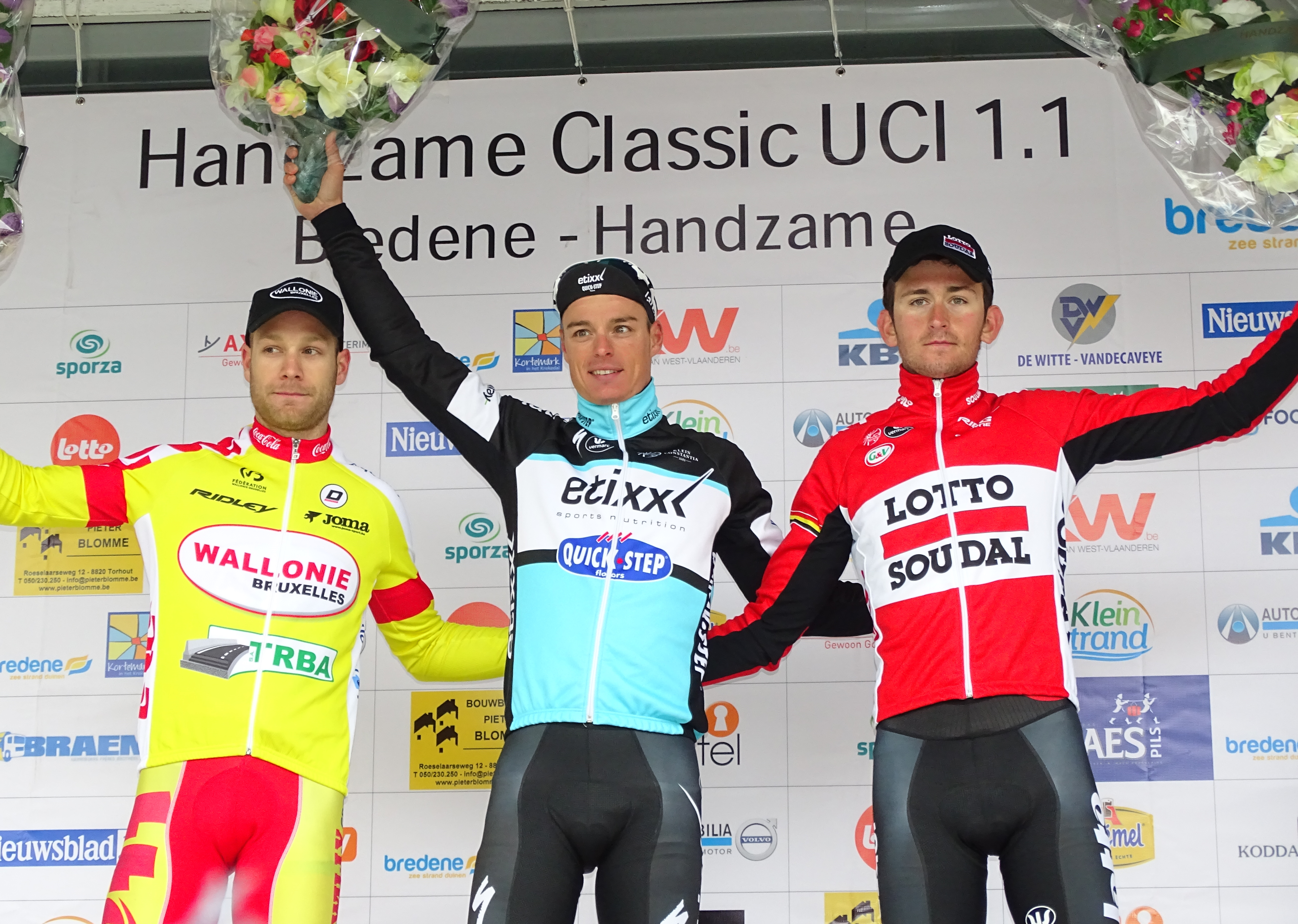
Handzame Classic 2015 : Antoine Demoitié (2), Gianni Meersman (1) & Tiesj Benoot (3).

  - 1r al Cadel Evans Great Ocean Road Race
  - 1r a la Handzame Classic
  - Vencedor d'una etapa de la Volta a l'Algarve
- 2016
  - Vencedor de 2 etapes de la Volta a Espanya

### Resultats a la Volta a Espanya
- 2008. Abandona (12a etapa)
- 2010. 98è de la classificació general
- 2012. 57è de la classificació general
- 2013. 58è de la classificació general
- 2016. 111è de la classificació general. Vencedor de 2 etapes

### Resultats al Tour de França
- 2011. 77è de la classificació general

### Resultats al Giro d'Itàlia
- 2012. Abandona (7a etapa)
- 2015. Abandona (4a etapa)